# Євангелічно-лютеранська церква Баварії
Євангелічно-лютеранська церква Баварії (нім. Evangelisch-Lutherische Kirche in Bayern), ЄЛЦБ — протестантська церква в Баварії. Кількість парафіян церкви становить 2 632 000 осіб (2006). Церква об'єднує 1541 помісних євангелічно-лютеранських парафій на території землі Баварія.
Ця церква є однією з 22 регіональних протестантських церков, які входять в Євангелічну церкву Німеччини.
Церква також є членом Об'єднаної Євангелічно-Лютеранської Церкви Німеччини, Співтовариства протестантських церков Європи та Всесвітньої лютеранської федерації.

## Історія
Навіть після Реформації територія Баварії була повністю католицька. У 1806 і 1810 роках територія Баварії була розширена на традиційно протестантські землі. Тоді був створений союз євангельських і реформатських церков Баварії. У 1918 році Реформатські церкви відокремилися і організували Євангелічно-Реформатську Церкву Баварії. Свою нинішню назву «Євангелічно-Лютеранська Церква Баварії» церква отримала в 1948 році.
Згідно з конституцією церкви 1933 року главою церкви є єпископ Євангелічно-лютеранської церкви Баварії.

## Структури ЄЛЦБ

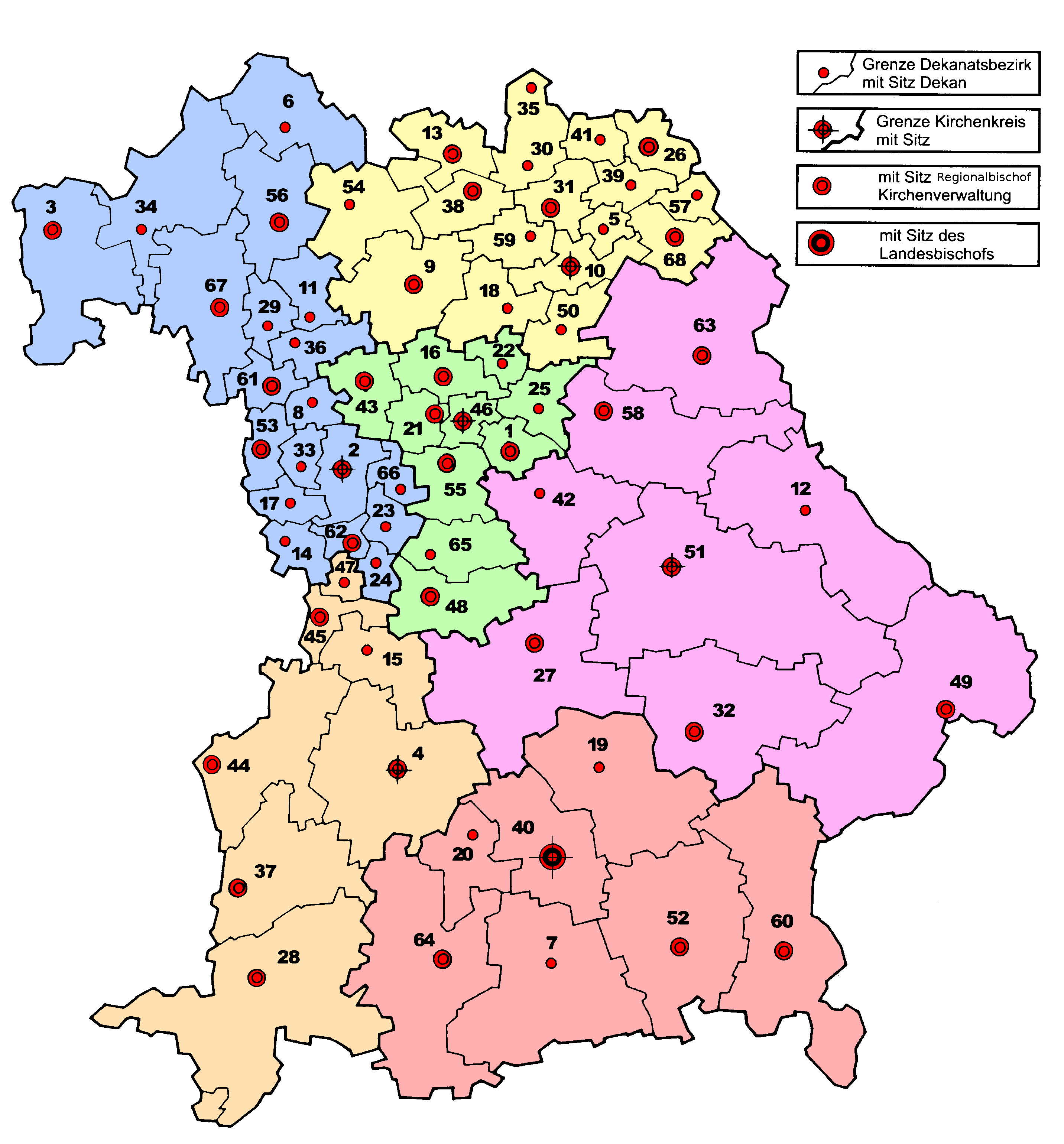
Церковні регіони з деканатами: Ансбах-Вюрцбург, Аугсбург, Байройт, Мюнхен, Нюрнберг, Регенсбург
1 Альтдорф, 2 Ансбах, 3 Ашаффенбург, 4 Аугсбург, 5 Бад-Бернек, 6 Бад-Нойштадт-ан-дер-Заале, 7 Бад-Тельц, 8 Бад-Віндсхайм, 9 Бамберг, 10 Байройт, 11 Кастель, 12 Хам, 13 Кобург, 14 Дінкельсбюль, 15 Донауверт, 16 Ерланген, 17 Фойхтванген, 18 Форххайм (центр Муггендорф), 19 Фрайзінг, 20 Фюрстенфельдбрук, 21 Фюрт, 22 Грефенберг, 23 Гунценхаузен, 24 Хайденхайм, 25 Херсбрук, 26 Хоф, 27 Інгольштадт, 28 Кемптен, 29 Кітцінген, 30 Кронах-Людвігсштадт (Кронах до 2010), 31 Кульмбах, 32 Ландсхут, 33 Лойтерсхаузен, 34 Лор-ам-Майн, 35 Кронах-Людвігсштадт (Людвігсштадт до 2010), 36 Маркт-Айнерсхайм, 37 Меммінген, 38 Міхелау, 39 Мюнхберг, 40 Мюнхен, 41 Найла, 42 Ноймаркт, 43 Нойштадт-ан-дер-Айш, 44 Ной-Ульм, 45 Нердлінген, 46 Нюрнберг, 47 Еттінген, 48 Паппенхайм, 49 Пассау, 50 Пегніц, 51 Регенсбург, 52 Розенхайм, 53 Ротенбург-об-дер-Таубер, 54 Рюгхайм, 55 Швабах, 56 Швайнфурт, 57 Зельб, 58 Зульцбах-Розенберг, 59 Турнау, 60 Траунштайн, 61 Уффенхайм, 62 Вассертрюдінген, 63 Вайден, 64 Вайльхайм, 65 Вайсенбург, 66 Віндсбах, 67 Вюрцбург, 68 Вунзідель

Центральними керівними структурами ЄЛЦБ є:
- Синод. Складається з 108 членів, що обираються кожні 6 років членами всіх парафіяльних рад ЄЛЦБ. Збирається двічі на рік і обговорює поточні питання церкви і суспільства. Приймає закони і правила церкви, а також затверджує бюджет церкви.
- Комітет Синоду. Обирається Синодом і збирається щомісяця для вирішення поточних питань Синоду.
- Рада ЄЛЦБ. Складається з єпископа ЄЛЦБ, 6 регіональних єпископів, а також керівників департаментів офісу церкви в Мюнхені. Рада проводить свої засідання щомісячно, призначає пасторів і приймає рішення з організаційних питань.

Синод обирає єпископа ЄЛЦБ на 12 років. Єпископ ЄЛЦБ є представником церкви перед суспільством і головує на Раді церкви.
З 1999 року єпископом ЄЛЦБ є д-р Йоганн Фрідріх.

## Адміністративна ієрархія
Члени парафії обирають парафіяльну раду.
Кілька парафій утворюють деканат. Деканат має виборного декана, раду деканату і Синод деканату.
Кілька деканатів утворюють Церковний регіон з регіональним єпископом на чолі. Церковний регіон не має своєї ради і синоду.
В даний час (2016) існує 6 регіонів ЄЛЦБ:
1. Церковний регіон Ансбах-Вюрцбург (1920)
2. Церковний регіон Аугсбург (1971)
3. Церковний регіон Байройт (1920)
4. Церковний регіон Мюнхен (1920)
5. Церковний регіон Нюрнберг (1934)
6. Церковний регіон Регенсбург (1951)

Церковні регіони не мають статусу юридичної особи.

## Виноски
- Офіційний сайт ЄЛЦБ [Архівовано 5 серпня 2014 у Wayback Machine.]